# Station Pont-de-Dore
Station Pont-de-Dore is een spoorwegstation in de Franse gemeente Peschadoires.